# Swetlana Wadimowna Gombojewa
Swetlana Wadimowna Gombojewa (russisch Светлана Вадимовна Гомбоева; * 8. Juni 1998 in Ust-Ordynski) ist eine russische Bogenschützin.

## Karriere
Swetlana Gombojewa erzielte ihre ersten internationalen Erfolge bei der Sommer-Universiade 2019 in Neapel, bei denen sie mit der Mannschaft die Silbermedaille gewann. Zwei Jahre darauf wurde sie im Mannschaftswettbewerb Europameisterin.
Bei den ebenfalls 2021 ausgetragenen Olympischen Spielen 2020 in Tokio ging sie in zwei Disziplinen an den Start. Im Mannschaftswettbewerb belegte sie mit Jelena Ossipowa und Xenija Perowa mit 1945 Punkten den sechsten Rang in der Platzierungsrunde. Danach besiegten die Russinnen nacheinander die Mannschaften der Ukraine, der Vereinigten Staaten und Deutschlands. Im Finale gegen Südkorea unterlagen sie schließlich glatt mit 0:6 und gewannen somit die Silbermedaille. Im Einzel beendete Gombojewa die Platzierungsrunde mit 630 Punkten auf dem 45. Platz und schied danach bereits in der ersten Begegnung der K.-o.-Runde gegen Gabriela Schloesser aus.